# Phyllodes gynnis
Espèce
Phyllodes gynnis est une espèce de papillons de la famille des Erebidae.